# Isabelle Ferreras
Pour les articles homonymes, voir Ferreras.
Isabelle Ferreras est une chercheuse associée à Harvard et sociologue. Elle est née le 21 août 1975 à Ottignies-Louvain-la-Neuve en Belgique.
Dans son travail de recherche, Isabelle Ferreras a participé à l'écriture de plusieurs ouvrages et s'est engagée avec un grand nombre de chercheurs à la création d'une société plus démocratique et stable. En 2021 et 2022, elle a été élue Présidente de l'Académie royale des sciences, des lettres et des beaux-arts de Belgique et est actuellement membre de cette institution. En tant que chercheuse associée à Harvard, Isabelle Ferreras continue de contribuer à la société par ses travaux et ses initiatives.

## Parcours personnel
Isabelle Ferreras est une sociologue, Maître de recherches du Fonds national de la recherche scientifique (F.N.R.S., Bruxelles). Elle est professeur de sociologie à l'Université catholique de Louvain (Louvain-la-Neuve, Belgique) où elle enseigne au Département des sciences sociales et politiques, à l'Institut des sciences du travail et à l'Ecole d'économie de Louvain. Elle est aussi chercheuse associée à Harvard et membre de l’Académie royale  des Sciences, des Lettres et des Beaux-Arts de Belgique, Classe Technologie et Société. 
Elle passe l'annee academique 2023-2024 a l'Universite d'Oxford, Jesus College. Elle est egalement associee a l'Institu d'ethique en Intelligence Artificielle. 

## Engagements
En mai 2020, elle publie une carte blanche intitulée Travail. Démocratiser. Démarchandiser. Dépolluer dans 43 journaux de 36 pays. Plus de 3 000 chercheurs issus des universités du monde entier, dont Thomas Piketty, Eva Illouz, Dani Rodrik, Katharina Pistor, Jean Jouzel, Saskia Sassen, Pablo Servigne, Olivier De Schutter et Françoise Tulkens y lancent un appel urgent pour tirer les leçons de la crise Covid-19 et réécrire les règles de nos systèmes économiques afin de créer une société plus démocratique et plus durable.

## Ouvrages
- 2020 avec Dominique Meda et Julie Battilana, Manifeste Travail. Démocratiser. Démarchandiser. Dépolluer, Le Seuil
- 2017 Firms as Political Entities. Saving Democracy through Economic Bicameralism, Cambridge University Press
- 2012 avec Jean De Munck, Claude Didry et Annette Jobert, Renewing Democratic Deliberation in Europe, Peter Lang Press
- 2012 Gouverner le capitalisme ? pour le bicamérisme économique, Presses universitaires de France
- 2007 Critique politique du travail, Presses de Sciences Po, Paris